# Forêt intérieure
La « Forêt intérieure », « cœur de forêt » ou « forêt profonde »  désigne la partie d'un massif forestier ou d'un fragment de forêt morcelée où les « effets-bordure » ne se font pas ou peu sentir. C'est la zone de vie des espèces typiquement forestières.

## Éléments de définition
La notion de forêt intérieure est consensuelle mais les critères de définition sont encore en débat. 

Ces critères sont tous fondés sur l'importance de l'effet de lisière mais varient selon les auteurs et les contextes forestiers. 
Par exemple, la littérature scientifique distingue : 
- au Sud du Québec, Dufault (2007)[3] estime qu'en considérant les oiseaux forestiers, on ne peut parler de forêt continue qu'à partir de 1 000 ha de forêt profonde d'un seul tenant ;
- Porneluzi et Faaborg (1999)[4] considèrent que la forêt intérieure n'existe plus en dessous de 2 000 ha d'un seul tenant ;
- Kupfer et al. (2004)[5] jugent nécessaire de conserver des patchs d'au moins 2 300 ha non fragmentés ;
- Faaborg et al. (1993)[6] portent à 3 000 ha la surface minimum pour parler de forêt intérieure, sans nier l'importance des petites réserves. Ces auteurs estiment même qu'en zone tempérée, la taille de l’habitat importe plus que son hétérogénéité, son degré d'insularisation et sa structure végétale.

## Aspects de configuration des lieux
À surface de forêt égale, la proportion de forêt intérieure dépend de la forme du périmètre du massif. Par exemple, lorsque la surface "intérieure" est maximale pour un massif de forme ronde et tend à disparaitre dans la forêt linéaire étroite. La fragmentation forestière est un facteur de diminution ou au-delà d'un certain seuil, de disparition de la forêt intérieure.
Toute rupture de la continuité de ces caractéristiques écologiques est source de morcellement écologique ; plus ou moins grave ou gênant, selon son ampleur ou selon le degré de dépendance des espèces à ces conditions.

## Biologie
C'est la zone de vie des espèces typiquement forestières. 
Ces espèces semblent dépendre du microclimat forestier (plus doux en forêt que sur les lisières ou en milieu déboisé à latitude et altitude équivalente).

Elles sont aussi sensibles à l'ambiance forestière : en forêt, le rayonnement solaire, UV notamment est filtré par la canopée et la lumière est tamisée avant d'arriver au sols ; toute l'année en zone tropicale humide, et environ sept mois par an en zone tempérée. 

## Enjeux
Ce sont des enjeux de connaissance et de conservation de la nature.

La théorie de la biogéographie insulaire explique que pour les espèces typiquement forestières, les îlots boisées relictuels fonctionnent comme des îles dans le paysage (où les pâturages, champs, et zones imperméabilisées ou construites sont comme une mer  qui isole les boisements et qui empêchent les espèces forestières de circuler d'une tache boisée à l'autre). Plus les îles boisées sont petites et isolées les unes des autres, moins les espèces, guildes et communautés inféodées à la forêt profonde (ou aux cœurs de fragments de massifs forestiers) pourront y survivre durablement. Strictement forestières, ces espèces ne vivent qu'en forêt et que de la forêt. Elles y exploitent souvent préférentiellement une strate ou un habitat particulier (ces espèces sont par exemple dépendantes des massifs riches en arbres anciens ou d'habitats typiquement forestiers ; elles peuvent dépendre d'une certaine essence, d'une hauteur d'arbre ou de l'âge de l'arbre ; bois sénescents, bois sur-âgé, bois-mort ; D'autres sont inféodées à l'humus forestier qu'elles contribuent à créer ; champignons forestiers par exemple).
À petite échelle, la destruction ou morcellement de la forêt profonde peut modifier le climat. Aux échelles locales (grandes), en montagne, lorsqu'elle est due aux routes forestières, la fragmentation perturbe fortement le cycle de l'eau et la qualité des cours d'eau, en favorisant l'érosion et l’augmentation des débits des cours d'eau